# Gander (cours d'eau)
Pour les articles homonymes, voir Gander.
La Gander ou Altbach (Albaach ou Aalbaach en luxembourgeois) est un ruisseau franco-luxembourgeois de 16,6 kilomètres de long (dont 12,3 km au Luxembourg et 4,3 km en France).
Il prend sa source à Frisange au Luxembourg, forme la frontière franco-luxembourgeoise entre Altwies et Emerange, et se jette dans la Moselle en rive gauche à Haute-Kontz. 
La plus grande ville sur le Gander est Mondorf-les-Bains. 
La Gander est alimenté par le Grondbaach, un ruisseau affluent situé au Luxembourg qu'il rejoint au sud d'Altwies, et le Deibich, un cours d'eau d'un kilomètre de long qui y termine sa course à Beyren-lès-Sierck, en Moselle.